# Jean Földeák
Jean Földeák, né le 9 juin 1903 à Hitiaş en Roumanie et mort le 5 mai 1993 à Munich, est un lutteur allemand spécialiste de la lutte gréco-romaine.

## Carrière
Jean Földeák participe aux Jeux olympiques d'été de 1932 à Los Angeles et remporte la médaille d'argent dans la catégorie des poids moyens.